# Saison 5 d'Orphan Black
Chronologie
Saison 4
Cet article présente le guide des dix épisodes de la cinquième et dernière saison de la série télévisée Orphan Black.

## Distribution de la saison

### Acteurs principaux
- Tatiana Maslany (VF : Audrey d'Hulstère) : Sarah / Beth / Alison / Cosima / Helena / Krystal / Rachel / Tony / Pupok (voix) / Miriam Johnson / Camilla Torres
- Jordan Gavaris (VF : Gauthier de Fauconval) : Felix
- Kevin Hanchard (en) (VF : Nicolas Matthys) : Arthur « Art » Bell
- Maria Doyle Kennedy (VF : France Bastoen) : Siobhan Sadler
- Kristian Bruun (VF : Philippe Allard) : Donnie Hendrix
- Ari Millen (VF : Pierre Lognay) : Ira Blair / Mark Rollins
- Josh Vokey (VF : Alessandro Bevilacqua) : Scott Smith

### Acteurs récurrents et invités
- Evelyne Brochu (VF : Séverine Cayron) : Delphine Cormier
- Skyler Wexler (VF : Clarisse De Vinck) : Kira
- Jenessa Grant (VF : Aaricia Dubois) : Mud
- James Frain (VF : Jean-Michel Vovk) : Ferdinand
- Rosemary Dunsmore (VF : Myriam Thyrion) : Susan Duncan
- Lauren Hammersley (VF : Marcha Van Boven) : Adele
- Natalie Lisinska : Aynsley Norris
- Zoé De Grand Maison (VF : Nancy Philippot) : Gracie Johanssen
- Stephen McHattie (VF : Philippe Résimont) : Perceval T. Westmorland
- Kyra Harper (VF : Rosalia Cuevas) : Virginia Coady
- Andrew Musselman : Yannis
- Scott Wentworth : Dr. Ian Van Lier
- Elyse Levesque : Detective Maddy Enger

## Liste des épisodes

### Épisode 1:Ceux qui osent
- Canada /  États-Unis : 10 juin 2017 sur Space / BBC America
- Belgique,  France : 13 août 2017 sur Netflix[1]
- Québec : 4 septembre 2018 sur Ztélé[2]

Sarah est en fuite, perdue dans les bois de l'île de Westmorland. En utilisant son dernier appel, elle obtient par Art la localisation du village sur l'île et prévient Felix que Ferdinand détient Siobhan et Kira. Cosima est dans le village, avec un traitement prodigué par Delphine, mais sous la surveillance étroite de Mud, une jeune femme ayant toujours vécu dans le village nommé Renaissance et dévouée à P.T. Westmorland. Helena garde toujours Alison et Donnie dans son refuge sauvage.

### Épisode 2:Les griffes de la convoitise
- Canada /  États-Unis : 17 juin 2017 sur Space / BBC America
- Belgique,  France : 13 août 2017 sur Netflix
- Québec : 11 septembre 2018 sur Ztélé

Sarah se réveille à Dyad et Rachel semble avoir le contrôle sur tout : Alison est retenue chez elle, surveillé par Art, et Siobhan et Felix sont également surveillés par Ferdinand. Sarah ne peut que coopérer et laisser Dyad mener ses études sur la physiologie de Kira. Elle semble accepter mais secrètement, elle prépare déjà une possible fuite. L'opportunité se présente quand MK la contacte avec le moyen de partir. Après avoir planifié pendant la journée, Sarah, déguisée en Rachel, récupère Kira avec l'aide de Siobhan et part, mais elle est repérée et poursuivie par Ferdinand. Sarah retrouve MK dans l’appartement de Felix, où elles échangent leurs vêtements, MK étant malade et prête à se sacrifier pour les autres clones Leda. Sarah fuit encore, laissant Ferdinand avec la dernière clone du projet Helsinki déguisée en Rachel. Alors que Sarah retrouve Kira et tente de la convaincre de fuir à nouveau, la fillette ressent la mort de MK, tuée par un Ferdinand pris de folie. Kira veut rester, acceptant les tests de Dyad pour comprendre ce qu'elle est, et Sarah accepte de rester. Rachel est ravie, réorganise les tests et chasse Ferdinand.

### Épisode 3:Sous son cœur
- Canada /  États-Unis : 24 juin 2017 sur Space / BBC America
- Belgique,  France : 13 août 2017 sur Netflix
- Québec : 18 septembre 2018 sur Ztélé

Dans des flashbacks, Alison se remémore comment Beth l'a impliqué dans le combat contre Dyad. Après sa rencontre avec Beth Childs, elle a choisi de rester loin de ses clones, aussi Beth lui a forcé la main en envoyant Cosima à sa rencontre. Or, lors de cette soirée, elle recevait Chad et Aynsley Norris, qui leur ont proposé de prendre des champignons hallucinogènes. Après avoir échangé quelques mots avec Cosima sous influence, Alison s'est surprise à considérer une vie hors de son quartier de banlieue.

### Épisode 4:Les Femmes et les enfants d'abord
- Canada /  États-Unis : 1er juillet 2017 sur Space / BBC America
- Belgique,  France : 13 août 2017 sur Netflix
- Québec : 25 septembre 2018 sur Ztélé

Sarah s'inquiète de voir Kira ne plus se confier à elle, d'autant que la jeune fille commence à se mutiler pour expérimenter ses capacités de guérison. Il reste trois jours avant que Kira ne revoie Rachel et Mme S. a déjà un plan. Grâce à Scott et un contact qu'elle garde secret, elle a commencé à remonter le réseau financier de Dyad, dans l'idée de découvrir la vérité sur Westmorland. Elle a trouvé le nom d'une ancienne Néolutionniste et demande à Sarah de l'aider à l’atteindre : Sarah utilise ses talents de pickpocket pour voler la carte d'identité d'une psychologue, puis ensemble, se font passer pour elle et son assistante afin de retrouver leur cible dans une maison de repos. En route, Sarah demande à faire un détour pour retrouver Helena, réfugiée dans un cloitre avec une nonne ukrainienne.

### Épisode 5:Millionnaires oisifs
- Canada /  États-Unis : 8 juillet 2017 sur Space / BBC America
- Belgique,  France : 13 août 2017 sur Netflix
- Québec : 2 octobre 2018 sur Ztélé

Le village de Westmorland s'agite : le sujet rôde encore dans les bois et s'attaque aux maisons. Cosima est tenue à l’écart, mais en observant les résultats du traitement d'Aicha et en le comparant à l'ADN de la dent du sujet, elle commence à comprendre l'objectif de Westmorland. Delphine revient et Cosima profite de l’occasion pour s'inviter à la table du dîner réunissant les dirigeants de Néolution : Westmorland, Susan et Rachel Duncan. Pendant que tous les hommes du village traquent le monstre, Westmorland accepte d'entendre Cosima, amusé, et la laisse exposer sa thèse : Néolution veut exploiter la mutation génétique de Kira qui lui donne ses capacités de guérison accélérée, leur but depuis l'origine avec les clones Castor et Leda, mais à leur surprise, la mutation a sauté une génération, et à travers Dyad, ils veulent créer une nouvelle génération de clones à partir des ovocytes de Kira pour vérifier que la mutation est héréditaire. Westmorland confirme, expliquant que le sujet, qui s'appelle Yanis, a été choisi spécifiquement pour ses capacités de guérison mais les expériences ont mal tourné et il est devenu le monstre. Delphine collabore avec la Néolution, mais son double jeu constant fatigue Cosima. Pendant la soirée, Yanis attaque le manoir de Westmorland. Cosima en profite pour se retrouver seule avec lui, alors qu'il est face à Yanis blessé et qu'il hésite à l'achever. Cosima comprend ainsi qu'il ment sur son âge depuis toujours et qu'il est mourant. Cosima refuse de tuer Yanis, alors Westmorland l’abat et enferme Cosima dans sa cage.

### Épisode 6:Expérimental
- Canada /  États-Unis : 15 juillet 2017 sur Space / BBC America
- Belgique,  France : 13 août 2017 sur Netflix
- Québec : 9 octobre 2018 sur Ztélé

Susan Duncan voit le retour de Virginia Coady dans l'entourage de Westmorland, des retrouvailles qu'elle craignait car elle connait les tendances extrémistes de la responsable des clones Castor. Avec Ira et Cosima, toujours enfermée, Susan se décide à mettre un terme à l'utopie de Westmorland, profitant des tensions dans la communauté de l'île après les morts causées par Yanis. Quand Ira découvre que Coady prélève le sang des enfants de la communauté pour tenter un traitement par parabiose pour Westmorland, Susan en profite pour tenter de l’empoisonner avant d'être dénoncée par Mud, qui doute de Westmorland mais peine à le trahir. Finalement, Cosima parvient à fuir avec Charlotte, révélant à la communauté que Westmorland est un imposteur. Ce dernier tue Susan Duncan, retrouvée par Ira qui commence à mourir du mal des clones Castor.

### Épisode 7:Museler ou étrangler
- Canada /  États-Unis : 22 juillet 2017 sur Space / BBC America
- Belgique,  France : 13 août 2017 sur Netflix
- Québec : 16 octobre 2018 sur Ztélé

- Matt Frewer (Dr Aldous Leekie)

Maintenant que Susan Duncan et Ira Blair sont morts, Westmorland compte sur le Dr Coady et Rachel pour continuer à faire progresser la Néolution grâce à Kira. Cosima a réussi à rejoindre le magasin de Scott avec Charlotte, révélant ce qu'elle sait à Sarah : Westmorland compte lancer au plus vite la récolte des ovocytes de Kira après un traitement hormonal. Coady a aussi fait enlever Mark Rollins, le dernier des clones Castor en vie, pour forcer Gracie à révéler où est Helena. Kira lui dit également, par un code secret lors de leurs appels, que Rachel va l’emmener sur l'île. Sarah refuse mais est impuissante. Cosima commence à rechercher avec Scott la véritable identité de Westmorland, comptant sur le fait que le comité de Dyad ignore l'arnaque pour détruire l'entreprise de l’intérieur.

Rachel commence à se reconnaître en Kira, se remémorant comment elle a grandi comme la seule clone consciente de sa condition mais traitée indifféremment par le Dr Leekie comme un sujet d'études égal aux autres alors qu'elle désirait de vraies relations familiales. Elle espérait que son arrangement avec Westmorland changerait la donne mais est surprise quand elle doit subir un examen médical par Coady sans être prévenue. Quand elle découvre que Westmorland la surveille constamment à travers sa prothèse oculaire et que Cosima a réussi à découvrir le vrai nom de Westmorland (John Patrick Mathieson), elle hésite puis finit par arranger en secret la libération de Kira avant de s'arracher l'œil gauche, non sans avoir auparavant envoyé un message au conseil d'administration du Dyad prévenant ses membres de l'imposture de Westmorland.

### Épisode 8:Guillotines
- Canada /  États-Unis : 29 juillet 2017 sur Space / BBC America
- Belgique,  France : 13 août 2017 sur Netflix
- Québec : 23 octobre 2018 sur Ztélé

Felix et Adele reviennent de Suisse avec assez de documents pour montrer que Westmorland et la Néolution sont sur le point de lancer leurs opérations de manipulations génétiques des masses à l'échelle mondiale, mais il reste à obtenir les documents prouvant les pots-de-vin du conseil de Dyad. Siobhan se charge de les obtenir avec Delphine. Sarah et Art s'étonnent de voir que les Néolutionnistes semblent avoir relâché leur attention et restent sur le qui-vive. Mais alors que leur combat touche à sa fin, tous veulent célébrer et Felix a l'occasion idéale : il a rencontré un galeriste et veut organiser une exposition éphémère autour des toiles créées sur les clones Leda. Afin que toutes profitent de la soirée, Felix fait en sorte qu'elles se relaient dans la salle, ajoutant un degré à la performance artistique.

### Épisode 9:Servitude
- Canada /  États-Unis : 5 août 2017 sur Space / BBC America
- Belgique,  France : 13 août 2017 sur Netflix
- Québec : 30 octobre 2018 sur Ztélé

Sarah et Felix assurent l'enterrement de Siobhan, qui touche l’ensemble des clones à travers Sarah et Kira. Lors des funérailles, sœur Irina vient informer Sarah que Helena a été enlevée par Enger. Westmorland est acculé, de plus en plus malade, et prêt à prendre des mesures radicales pour obtenir un traitement à sa condition ; il ordonne donc à Coady de tuer Mark avant de provoquer l’accouchement de Helena. Art apprend que plusieurs des hommes d'affaires dénoncés par les dossiers de Dyad ont été retrouvés morts et veut aiguiller les soupçons de la police sur Enger.

Art et Felix parviennent à enlever le dernier membre du conseil de Dyad en vie et le forcent à révéler la nouvelle cachette de Westmorland. S'il l'ignore, il sait que Westmorland veut en réalité retrouver Rachel. Sarah accepte alors de servir d'appât en se déguisant en Rachel et mettant en scène sa capture. Enger l’emmène alors dans l'aile désaffectée de Dyad, là où Cosima a eu son laboratoire secret. Westmorland est dupé pendant un temps mais Sarah est démasquée. Coady la sauve : Helena n'a pas réussi à s'évader et a donc préféré tenter de se suicider en s'ouvrant les veines. Grâce à une transfusion, Helena est sauvée et reprend conscience. Décidée à fuir, elle assomme Coady et demande à Sarah de l'aider. Au même moment, Art parvient à entrer dans le laboratoire grâce à Scott et déclenche l’alarme pour faire diversion. C'est à ce moment que Helena perd les eaux.

### Épisode 10:Final: L'ultime combat
- Canada /  États-Unis : 12 août 2017 sur Space / BBC America
- Belgique,  France : 13 août 2017 sur Netflix
- Québec : 6 novembre 2018 sur Ztélé

Sarah et Helena tentent de trouver une sortie alors que les hommes de Westmorland les traquent. Elles finissent par se réfugier dans la chaufferie, où Sarah laisse sa sœur en plein travail pour trouver du matériel pour l’accouchement. Helena est retrouvée par Coady, puis rejointe par Art qui est forcé d'aider à l'accouchement. Ensemble, Art et Helena se débarrassent de Coady en la poignardant. Sarah se retrouve face à un Westmorland dopé et délirant, déclamant son mépris mêlé de fierté quant à la création des clones Léda. Sarah parvient à le tuer avant de rejoindre Helena et l'aider à donner naissance à ses jumeaux, deux garçons.

Le temps passe et les sœurs vont se retrouver pour la baby shower de Helena, qui vit dans le garage de Donnie et Alison. Pour trouver un travail stable, Sarah a repris ses études, mais au dernier moment, décide de ne pas passer l’examen. Felix voit qu'elle envisage de revendre la maison de Siobhan, dans laquelle elle s'est installée. Cosima recherche avec Art les clones Léda à travers le monde, maintenant que le traitement est au point. Les retrouvailles sont chaleureuses dans le jardin mais toutes les sœurs de Sarah sentent qu'elle leur cache quelque chose. Après avoir passé la journée à éviter le sujet, Sarah finit par avouer que maintenant que son combat est terminé avec les Néolutionnistes, elle est terrorisée à l'idée de s'installer et vivre une vie normale, ce qu'elle n'a jamais su faire, ayant toujours choisi la fuite même lors de la naissance de Kira, où elle avait trouvé le soutien de Siobhan, maintenant décédée et dont elle ne parvient pas à faire le deuil. Ses sœurs lui avouent alors leurs doutes et leurs appréhensions du futur, mais elles savent qu'elles le vivront ensemble. Dans une voiture devant la maison, Felix retrouve Rachel, qui vit dans l’anonymat mais a réussi à obtenir la liste complète des 274 clones Léda en vie dans le monde. Pour finir la soirée, Helena décide de lire ses mémoires, intitulés Orphan Black.